# 峇當艾國家公園
峇當艾國家公園是馬來西亞的國家公園，位於砂拉越的斯里阿曼省，處於古晉以東約250公里，成立於1991年，面積24平方公里，有猩猩、長臂猿、犀鳥等野生鳥類棲息。